# Galleguismo

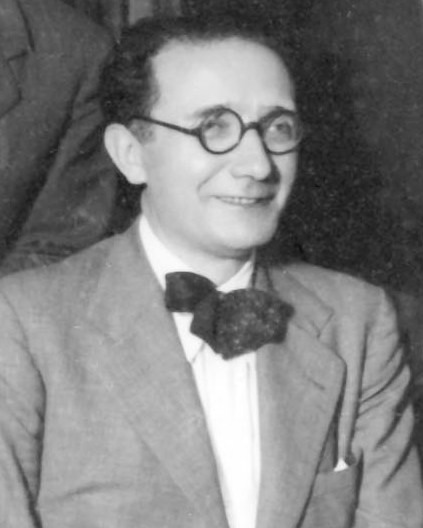
Castelao, considerado el padre del nacionalismo gallego, es una de las figuras más destacadas del galleguismo.

El galleguismo es una corriente intelectual cuyo objetivo es perpetuar, mediante la defensa y promoción activas, la cultura e identidad propias de Galicia en todas sus manifestaciones (lengua y literatura, música, folclore, gastronomía, tradiciones, etc.). Dichas actividades son llevadas a cabo tanto por instituciones públicas como por entidades privadas (asociaciones, fundaciones, ...).
Debido a la evolución histórica de Galicia, el galleguismo ha sido usado en diferentes ocasiones con fines políticos por diferentes partidos políticos sin una orientación ideológica definida (aunque predomina en aquellos partidos de ideología nacionalista).

## Historia

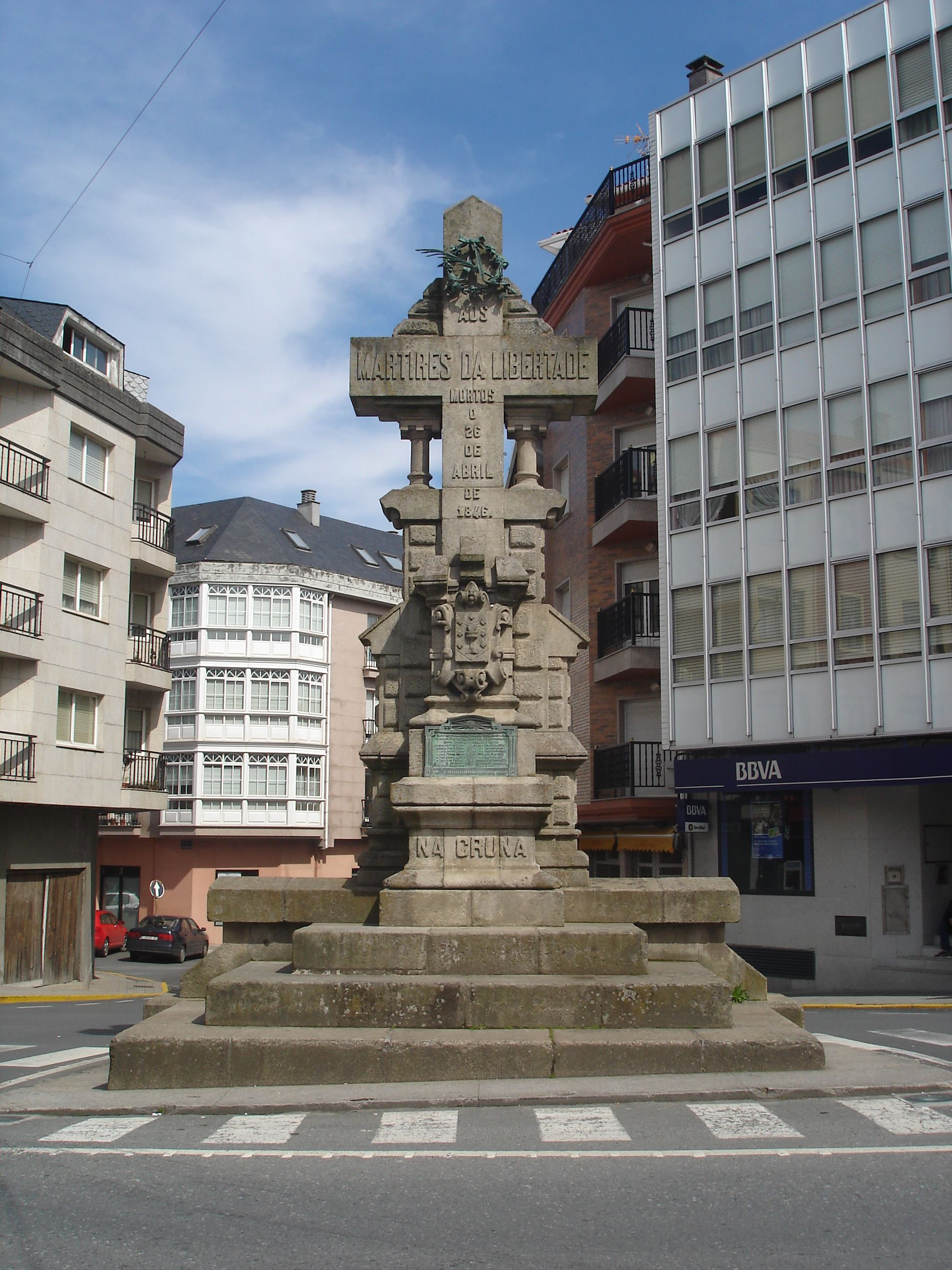
Monumento a los Mártires de Carral, inaugurado en 1905, obra de Juan Álvarez Mendoza. El levantamiento de Solís supone un hito para el galleguismo.

El galleguismo apareció a mediados del siglo XIX, cuando se formuló como provincialismo y posteriormente como regionalismo. El término se utiliza especialmente a partir de la constitución de la primera Irmandade da Fala en 1916 en La Coruña. Las Irmandades eran una organización en la que participaban la pequeña burguesía e intelectuales, estando lideradas por Antón Villar Ponte. Este primigenio núcleo galleguista se configura más como movimiento que como partido, es decir, como una amplia corriente de opinión que intenta aglutinar bajo unos adjetivos políticos mínimos y muy generales un amplio consenso social. La reivindicación base de este movimiento era la lengua gallega y, como su nombre indica, las Irmandades centraban su actividad casi exclusivamente en la tarea de conquistar un estatus digno para la lengua gallega.
En la década siguiente se consolidaron dos corrientes: la republicana autonomista de la ORGA, liderada por Casares Quiroga y el propio Antón Villar Ponte, fundada en La Coruña en 1929 (la cual se integraría durante la Segunda República en la Izquierda Republicana de Manuel Azaña), y la nacionalista, alrededor del Partido Galeguista de Castelao, fundado en 1931 e incluyendo numerosos militantes provenientes de la ORGA, como Villar Ponte. La ORGA participó en el Pacto de San Sebastián (1930).
Con el advenimiento de la Segunda República en 1931, se redactaron diversos anteproyectos y bases para un Estatuto de Autonomía, cuya propuesta definitiva se aprobó en diciembre de 1932 en la Asamblea de Municipios de Santiago de Compostela. El Estatuto fue aprobado en referéndum el 28 de junio de 1936 y por las Cortes Españolas en 1937, en plena Guerra Civil. Dado que Galicia había permanecido desde el principio de la guerra en manos de los sublevados, no pudo aplicarse. Muchos galleguistas tuvieron que exiliarse, huyendo de la represión franquista.
Durante la dictadura franquista, el galleguismo se mantuvo fundamentalmente en el exilio y en algunos intelectuales relevantes, como Ramón Piñeiro o Ricardo Carballo Calero, que sufrieron un ostracismo interior. La fundación de la Editorial Galaxia en 1950 fue uno de los hechos más relevantes de la supervivencia del galleguismo. Las nuevas organizaciones que fueron apareciendo integraron el pensamiento marxista y prefirieron la denominación de "nacionalistas" adoptando la estreleira como la bandera nacionalista de los gallegos. Una de las organizaciones más significativas fue el Partido Socialista Galego, fundado el 23 de agosto de 1963 por Ramón Piñeiro y otros intelectuales. También adquiere una gran importancia la aparición de la Unión do Povo Galego UPG («Unión del Pueblo Gallego» en castellano), fundada en 1964, de ideología nacionalista gallega y comunista.
Con la caída del franquismo y tras las primeras elecciones democráticas el galleguismo político fue evolucionando de manera diversa hasta la aparición de Coalición Galega ("Coalición Gallega") en 1983, como fruto de la decadencia de la UCD de Adolfo Suárez a nivel nacional. Dirigido por Eulogio Gómez Franqueira, este partido obtuvo un diputado en 1986, que fue el primer diputado nacionalista gallego en las cortes españolas desde la II República.
Posteriormente la población gallega se decantó por dos opciones mayoritarias, la representada por el Partido Socialista de Galicia (PSdeG), federado con el PSOE, y la del Bloque Nacionalista Galego, que pasó por diversas etapas y dentro del que se encuentran formaciones históricas de carácter moderado, como el Partido Galeguista o la propia UPG. También el Partido Popular de Galicia ha adoptado posiciones cercanas al galleguismo moderado, a través fundamentalmente de las ponencias políticas de Manuel Fraga Iribarne, que reivindica la figura y el pensamiento político de Manuel Murguía, esposo de Rosalía de Castro, la célebre poetisa.